# Valkyrie Profile
Valkyrie Profile (ヴァルキリープロファイル, Varukiri Purofairu) é um jogo eletrônico de RPG desenvolvido pela tri-Ace e publicado pela Enix (agora Square Enix), inspirado em elementos da mitologia nórdica. Foi lançado em 1999 no Japão e em 2000 nos Estados Unidos.
O jogo tem ligações com a mitologia nórdica e a história basicamente gira em torno de Lenneth Valkyrie, a qual é uma Valquíria de Odin, encarregada de escolher bravos guerreiros mortos em batalha (dos quais se chamam Einherjar no jogo) que vão para Valhalla se preparar para lutar no Ragnarök.
Valkyrie Profile foi um jogo para PlayStation feito pela Enix que fez bastante sucesso, com um sistema de batalha diferente dos sistema comuns de RPG e gráficos muito bons.
O jogo obteve sucesso crítico e comercial. Atualmente há uma "prequel" (acontecimentos antes dos eventos do jogo original) chamada Valkyrie Profile 2: Silmeria, além de um remake para PSP denominado Valkyrie Profile Lenneth.
Há, ainda, uma versão para Nintendo DS chamada Valkyrie Profile Covenant of the Plume, lançado no Japão em 17 de março de 2009 e na América do Norte em 3 de abril de 2009.
Valkyrie Anatomia: The Origin é um RPG publicado pela Square Enix para dispositivos iOS e Android. O jogo é um prequel da história original do Valkyrie Profile e foi lançado no Japão em abril de 2016. É um RPG onde você assume a vida de Lenneth - a heroína original da clássica saga JRPG da SQUARE ENIX. Inspirado pela mitologia nórdica, este jogo é o mais novo capítulo dessa franquia de RPG.
Como diz a história, Valkyrie Anatomia - The Origin - te leva numa jornada recrutando heróis caídos de batalhas para transformá-los em Einherjar. O Ragnarok está se aproximando e é hora de se preparar para a épica batalha final dos deuses. Sua missão é encontrar o escolhido para o exército de Odin.
Os sistemas de combate neste jogo são bem parecidos com outros títulos da franquia. Apesar de sua adaptação perfeita aos dispositivos de tela sensíveis ao toque, quando chegar a hora de lutar não vai ser preciso liberar combos de ataque ao tocar em um dos avatares de seus heróis. Cada um tem suas próprias habilidades especiais de ataque, assim como o seu próprio herói sempre que a barra de hits estiver cheia.
Em Valkyrie Anatomia- The Origin - além de estar em meio ao combate, você também vai poder acompanhar a rica história de plano de fundo do jogo. Convocar um novo recruta para o Einherjar significa ver suas vidas acontecendo diante de seus olhos, te dando uma profunda percepção de sua personalidade. Há também aventuras adicionais de histórias paralelas que te levam a uma jornada mais intrincada na vida de cada um de seus heróis.
Valkyrie Anatomia - The Origin - é um RPG épico e constante, com valores de produção surpreendentemente altos. Em suma, este título é garantia de um mergulho exclusivo na aventura épica conforme vai se desenvolvendo dentro do reino ricamente habitado compreendido pela linha de Valkyrie Profile.